# Argumento ad lazarum
El argumentum ad lazarum o apelación a la pobreza es una falacia que consiste en afirmar que lo dicho por alguien es cierto porque el hablante es pobre o carece de recursos económicos. Su estructura es:
1. A afirma B;
2. A es pobre,
3. Por tanto, B es cierto.

El nombre viene de la parábola de Nuevo Testamento llamada El rico y Lázaro.
La falacia opuesta es el argumentum ad crumenam.

## Ejemplos
Los monjes han hecho votos de pobreza. Seguramente gracias a ello han obtenido una iluminación especial que los hace más sabios.
En una discusión entre empresarios y obreros hay que dar la razón a los obreros porque son más pobres.
Este político se ha bajado el sueldo, por tanto seguro que lo que dice es correcto.